# 加拿大自然資源公司
加拿大自然資源公司（Canadian Natural Resources Limited，CNRL）是一家位於加拿大卡爾加里的油氣公司，除去所在的西加拿大沉積盆地外，也掌管北海和非洲西部的油氣開發。2009年全球2000大上市企業中排第251位。
2017年3月10日加拿大自然資源公司斥資54億美元現金，及以接近9,800萬股份，合共85億美元（約111億加元）收購荷兰皇家壳牌旗下加拿大Carmon Creek等油砂項目，及Athabasco油砂項目60％權益；另外，荷兰皇家壳牌與加拿大自然資源公司組成合資公司，斥資25億美元現金，向馬拉松石油購入其持有Athabasca項目的20％權益；而蜆殼則可藉此保留Athabasca項目的10％權益。

## 外部連結
- 官方网站